# Pogonomyrmex apterogenos
Pogonomyrmex apterogenos (лат.) — жалящий вид муравьёв трибы Pogonomyrmecini из подсемейства Myrmicinae. Эндемик Южной Америки.

## Распространение
Южная Америка: Аргентина. Обитает на высотах 3080—4040 метров. Встречается в экорегионах пустынь Центральных Анд и в степных экорегионах Южных Анд.

## Описание
Мелкие муравьи рыжевато-черноватого цвета (длина менее 1 см), внешне похожи на Myrmica и Messor. Длина головы рабочих от 1,53 до 1,82 мм (ширина от 1,43 до 1,79 мм), длина скапуса усика от 1,07 до 1,36 мм. Самки и самцы эргатоидные бескрылые. Длина головы самок от 1,83 до 1,96 мм (ширина головы от 1,84 до 1,94 мм). Под головой находится похожий на бороду псаммофор для переноски частичек песчаного грунта. Усики рабочих и самок 12-члениковые (у самцов усики из 13 сегментов). Проподеальные шипики на заднегрудке развиты. Стебелёк между грудкой и брюшком состоит из двух члеников: петиолюса и постпетиолюса (последний чётко отделён от брюшка), жало развито, куколки голые (без кокона).
Рабочие этого вида уникально характеризуются следующим сочетанием признаков: (1) бороздки простираются более чем на переднюю половину первого тергита брюшка, заднебоковые края гладкие и блестящие до слабо блестящих, (2) морщинки на спинке промезонотума хорошо выражены, очень ровные и непрерывные, без коротких боковых ветвей; продольные морщинки на среднеспинке расходятся к плечам переднеспинки; антеродорсальный край переднеспинки с одной или несколькими прямыми, непрерывными, поперечными морщинами, (3) верхние проподеальные шипы состоят из бугорков, зубчиков или зубов, реже короткие шипы, (4) морщинки между лобными долями слабо сходятся, 1—2 пары медиальных морщинок сходятся и оканчиваются на заднем крае лобного треугольника, (5) голова ржаво-оранжевая, спинка промезонотума однотонная оранжево-чёрная, остальная часть мезосомы от черновато-оранжевой до черноватой.

### Биология
Муравейники из типовой серии находились в среде обитания пустыни Пуна (экорегион Пуна, Puna grassland) с очень скудной растительностью, которая состояла из рассеянных Chuquiraga atacamensis (Asteraceae) и редких экземпляров лебеды Atriplex (Amaranthaceae). В другом месте в той же долине (на высоте около 4000 метров) рабочие в одиночку добывали семена Adesmia (Fabaceae). На этом участке было относительно сложно найти гнезда, но рабочих было легко найти на этих растениях и проследить их путь обратно в своё гнездо. Частичные раскопки показали, что колонии, вероятно, содержат от 500 до более чем 1000 рабочих.

## Систематика и этимология
Pogonomyrmex apterogenos не относят ни к одному из комплексов видов рода Pogonomyrmex, но сближают с сестринским видом Pogonomyrmex lagunabravensis. Вид был впервые описан в 2021 году американским мирмекологом Робертом Джонсоном (School of Life Sciences, Arizona State University, Темпе, Аризона, США). Видовое название apterogenos происходит от латинских слов aptero (с лат. — «бескрылый») и genos (с лат. — «происхождение, родство»), учитывая наличие у этого вида бескрылых эргатоидных самок и самцов.